# Ски маратон
Ски маратон је трка на дуге стазе у скијању у природи.
Трке укључују:
- Васалопет (Vasaloppet) код Далекарлије (Dalecarlia), Шведска, која се одржава једном годишње прве Недеље марта - најстарија трка ове врсте на Свету.
- Канадски Ски Маратон